# We're in This Together
«We're in This Together» (también conocido como «Halo 15») es un sencillo compuesto de tres CD de la banda estadounidense de rock alternativo Nine Inch Nails extraído del álbum de 1999 The Fragile

## La canción
La MTV describió la canción como "una canción catártica de pop de más de 7 minutos con letras esperanzadoras encima de un ritmo hip-hop, paredes de guitarras distorsionadas y un inquietante sonido de grillos".

## El vídeo musical
Se hizo un videoclip para el tema, dirigido por Mark Pellington y lanzado el 27 de agosto de 1999. Una versión extendida del video apareció después. Trent Reznor y un grupo de hombres vestidos de negro corren por unas calles vacías, suben a un tren, y de ahí a un campo. También se ven imágenes de gente mayor, y una corta escena de una mujer joven vestida de rojo en contraste con el video generalmente filmado en blanco y negro. El videoclip se rodó, gran parte de él en Guadalajara, Jalisco México y en la Laguna (seca) de Sayula Jalisco México.
El video es un homenaje a la película Metropolis de Fritz Lang, usando escenarios similares a los de la película y con Reznor vestido y con el mismo corte de pelo que los trabajadores que aparecen en ella.

## Lanzamientos
"We're in This Together" se lanzó como sencillo de tres partes, sólo disponible en Europa y Japón; no se lanzó en Estados Unidos, dónde se lanzó una promo para las radios con la versión del álbum y una edición para las radios también bajo el nombre de Halo 15.

### Lista de canciones

#### Disco 1
1. «We're in This Together» – 7:18
2. «10 Miles High» – 5:13
3. «The New Flesh» – 3:40

#### Disco 2
1. «We're in This Together» (edición para radios) – 5:16
2. «The Day the World Went Away» (Quiet Version) – 6:19
3. «The Day the World Went Away» (Porter Ricks Mix) – 7:04

#### Disco 3
1. «We're in This Together» (versión álbum) – 7:18
2. «Complications of the Flesh» (remezcla de Danny Lohner) – 6:36
3. «The Perfect Drug» – 5:42

#### Promo
1. Radio Edit
2. LP Version